# Majakovskaja (stanice metra v Moskvě)
Majakovskaja (rusky Маяковская) je stanice moskevského metra. Patří k nejznámějším a nejvíce fotografovaným stanicím v celé síti moskevského metra a je také de facto jeho symbolem. Pojmenována je po Vladimiru Majakovském, ruském prozaikovi, básníkovi a dramatikovi.

## Charakter stanice
Stanice se nachází na Zamoskvorecké lince, v její prostřední části pod samotným centrem Moskvy. Je podzemní, s ostrovním nástupištěm, pilířová (jako první v Moskvě), s pilíři umístěnými ve dvou řadách a vytvářejícími tak u stropu klenby. Založena byla 33 m hluboko pod povrchem. Provedení celého podzemního prostoru, navrženého architektem Alexejem Duškinem má prvky art deco a po otevření celé stanice zaznamenalo velký úspěch (architektonické ztvárnění bylo oceněno například na světové výstavě v New Yorku roku 1939). Dále byl použit na obklad mramor a vápenec, na podlahu pak několik druhů mramoru a žuly. Ve středním prostoru je na stropě umístěno 25 mozaik podle kartonů A. A. Dejneky ve stylu socialistického realismu, tematicky pojatých jako „24 hodin sovětského nebe“. Z nástupiště vedou na povrch dva výstupy; první, z roku 1938 po eskalátorovém tunelu do povrchového vestibulu v přízemí budovy a druhý, postavený roku 2005 vycházející ze stanice unikátním způsobem – cestující musí nejdříve po krátkých eskalátorech sejít ještě níže pod úroveň stanice do menšího vestibulu, ze kterého teprve vede výstup na povrch.

## Historie
Otevřena byla jako jedna z prvních stanic podzemní dráhy 11. září roku 1938, v rámci II. etapy zprovozňování sítě metra (otevření Zamoskvorecké linky). Vzhledem ke svému hlubokému založení sehrála důležitou roli v druhé světové válce, kdy sloužila jako protiletecký kryt. Roku 1941 se tu také konal sjezd delegátů SSSR, uspořádaný na počest 24. výročí Říjnové revoluce. Ze všech tehdy dokončených stanic byla totiž pro takovou akci nejvhodnější – nejhlubší a nejprostornější.